# Conus caracteristicus
Espèce
Statut de conservation UICN

 LC  : Préoccupation mineure
Conus caracteristicus est une espèce de mollusques gastéropodes marins de la famille des Conidae.
Comme toutes les espèces du genre Conus, ces escargots sont prédateurs et venimeux. Ils sont capables de « piquer » les humains et doivent donc être manipulés avec précaution, voire pas du tout.

## Description
La taille de la coquille varie entre 19 mm et 88 mm. La couleur de la coquille est blanche, irrégulièrement flammée longitudinalement, formant deux (ou parfois trois) larges bandes interrompues. Le verticille est quelque peu gonflé, arrondi à la partie supérieure, strié en dessous. La spire est striée. 

## Distribution
Cette espèce marine est présente dans l'océan Indien au large du nord du KwaZulu-Natal, de l'Afrique du Sud et de l'Afrique de l'Est ; du Golfe du Bengale à l'Indonésie et au Japon.

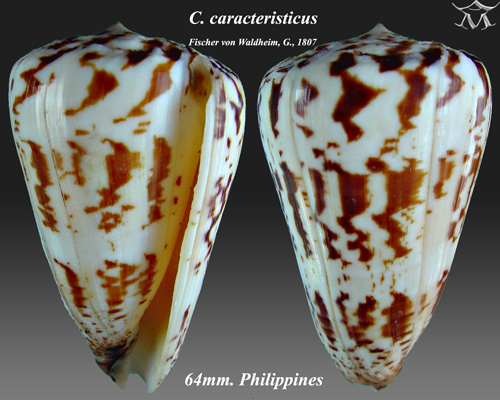
Conus caracteristicus Fischer von Waldheim, G., 1807
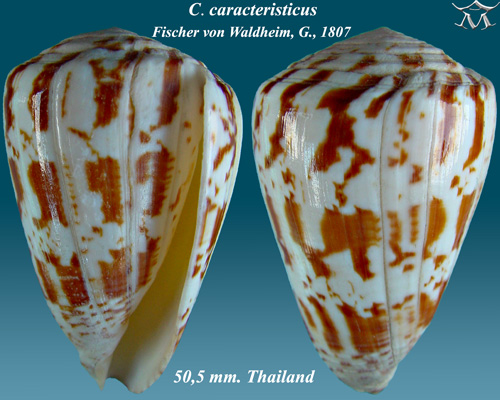
Conus caracteristicus Fischer von Waldheim, G., 1807
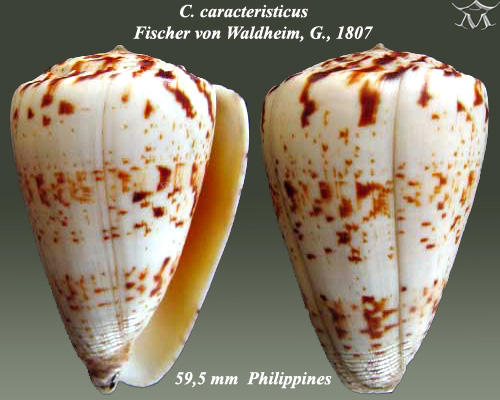
Conus caracteristicus Fischer von Waldheim, G., 1807

### Niveau de risque d’extinction de l’espèce
Selon l'analyse de l'UICN réalisée en 2011 pour la définition du niveau de risque d'extinction, cette espèce est présente dans un arc se trouvant dans tout le golfe du Bengale, au sud jusqu'aux Philippines, puis au nord jusqu'au Japon. Cette espèce est largement distribuée et localement abondante. Il n'y a pas de menaces connues, elle est donc inscrite dans la catégorie préoccupation mineure.

## Taxonomie

### Publication originale
L'espèce Conus caracteristicus a été décrite pour la première fois en 1807 par le naturaliste, paléontologue et anatomiste saxon Gotthelf Fischer von Waldheim (1771-1853) dans la publication intitulée « 'Museum Demidoff, ou, Catalogue systématique et raisonné des curiosités de la nature et de l'art: données à l'Université Impériale de Moscou par son excellence Monsieur Paul de Demidoff »,.

### Synonymes
- Conus (Chelyconus) masoni G. Nevill & H. Nevill, 1874 · non accepté
- Conus (Puncticulis) caracteristicus Fischer von Waldheim, 1807 · appellation alternative
- Conus brevis E. A. Smith, 1877 · non accepté
- Conus characteristicus Dillwyn, 1817 · non accepté
- Conus masoni G. Nevill & H. Nevill, 1874 · non accepté
- Conus muscosus Lamarck, 1810 · non accepté
- Dendroconus caracteristicus (Fischer von Waldheim, 1807) · non accepté
- Lithoconus caracteristicus (Fischer von Waldheim, 1807) · non accepté
- Tesselliconus caracteristicus (Fischer von Waldheim, 1807) · non accepté

## Identifiants taxonomiques
Chaque taxon catalogué par les bases de données biologiques et taxonomiques possède un identifiant qui permet d'établir un point de référence. Les identifiants de Conus caracteristicus dans les principales bases sont les suivants :
BOLD : 650291 - CoL : 5ZXNZ - GBIF : 5795688 - iNaturalist : 431896 - IRMNG : 10904329 - TAXREF : 94336 - UICN : 192820 - WoRMS : 426443 - ZOBODAT : 120323